# 楊守謙
楊守謙（1505年—1550年），字允亨，號次村、止菴，直隸彭城衛（今江蘇省徐州市）軍籍，湖廣長沙縣人，明朝政治人物，官至兵部左侍郎。楊志學之子。

## 生平
嘉靖七年（1528年）順天府乡试第十三名举人，嘉靖八年（1529年）聯捷己丑科会试第三百十八名，二甲七十五名进士，授工部屯田司主事，历兵部職方司郎中。出任陝西按察司副使，丁憂歸。服阙，嘉靖二十二年（1543年）八月复除陝西提學副使。嘉靖二十五年（1546年）三月拜陝西布政使司左參政，改理庆阳。同年四月改都察院右僉都御史、提督鴈門等關巡撫山西，十二月接替张问行改任廵撫延綏。
嘉靖二十九年（1550年）四月升任右副都御史、 巡抚保定等府兼提督紫荆等关。不久俺答汗入犯，楊守謙率兵勤王，世宗大喜，命其在崇文門外扎营。副總兵朱楫，參將祝福、馮登亦各自率兵抵达，人心稍定。俺答汗率兵游騎散掠枯柳諸村，距京城二十里。楊守謙在東直門扎营，同仇鸞調度京城及各路援兵。因防御有功，升兵部左侍郎兼都察院右副都御史、协同提督内外诸军务。然而，兵部尚书丁汝夔采用坚壁之策而不愿出战，楊守謙亦不戰，流言傳入皇宮，兩人被逮捕并連坐斬殺。隆慶初年（1567年）贈兵部尚書，諡恪愍。

## 家族
曾祖杨福胜。祖父杨春，封户部郎中，贈中憲大夫、都察院右佥都御史。父杨志学，都察院右副都御史。前母王氏，贈宜人；母陈氏，封宜人。严侍下。兄守愚、弟守约、守默、守魯、守讓、守朴、守初、守介。

## 延伸阅读
[在维基数据编辑]
 《國朝獻徵錄·卷之五十八》，出自焦竑《國朝獻徵錄》
 《明史卷二百〇四》，出自《明史》